# Arbelodes
Arbelodes is een geslacht van vlinders van de familie van de Metarbelidae. De wetenschappelijke naam en de beschrijving van dit geslacht werden voor het eerst in 1896 gepubliceerd door Ferdinand Karsch.

## Soorten
- Arbelodes agassizi Lehmann, 2010
- Arbelodes albitorquata (Hampson, 1910)
- Arbelodes claudiae Lehmann, 2010
- Arbelodes collaris Aurivillius, 1921
- Arbelodes deprinsi Lehmann, 2010
- Arbelodes dicksoni Lehmann, 2010
- Arbelodes dupreezi Lehmann, 2010
- Arbelodes flavicolor (Janse, 1925)
- Arbelodes franziskae Lehmann, 2010
- Arbelodes goellnerae Mey, 2012
- Arbelodes griseata (Janse, 1925)
- Arbelodes haberlandorum Lehmann, 2010
- Arbelodes heringi (Janse, 1930)
- Arbelodes iridescens (Janse, 1925)
- Arbelodes kroonae Lehmann, 2007
- Arbelodes kruegeri Lehmann, 2010
- Arbelodes meridialis Karsch, 1896
- Arbelodes mondeensis Lehmann, 2010
- Arbelodes prochesi Lehmann, 2010
- Arbelodes sebelensis Lehmann, 2010
- Arbelodes shimonii Lehmann, 2010
- Arbelodes sticticosta (Hampson, 1910)
- Arbelodes varii Lehmann, 2010